# Капсула бактерий

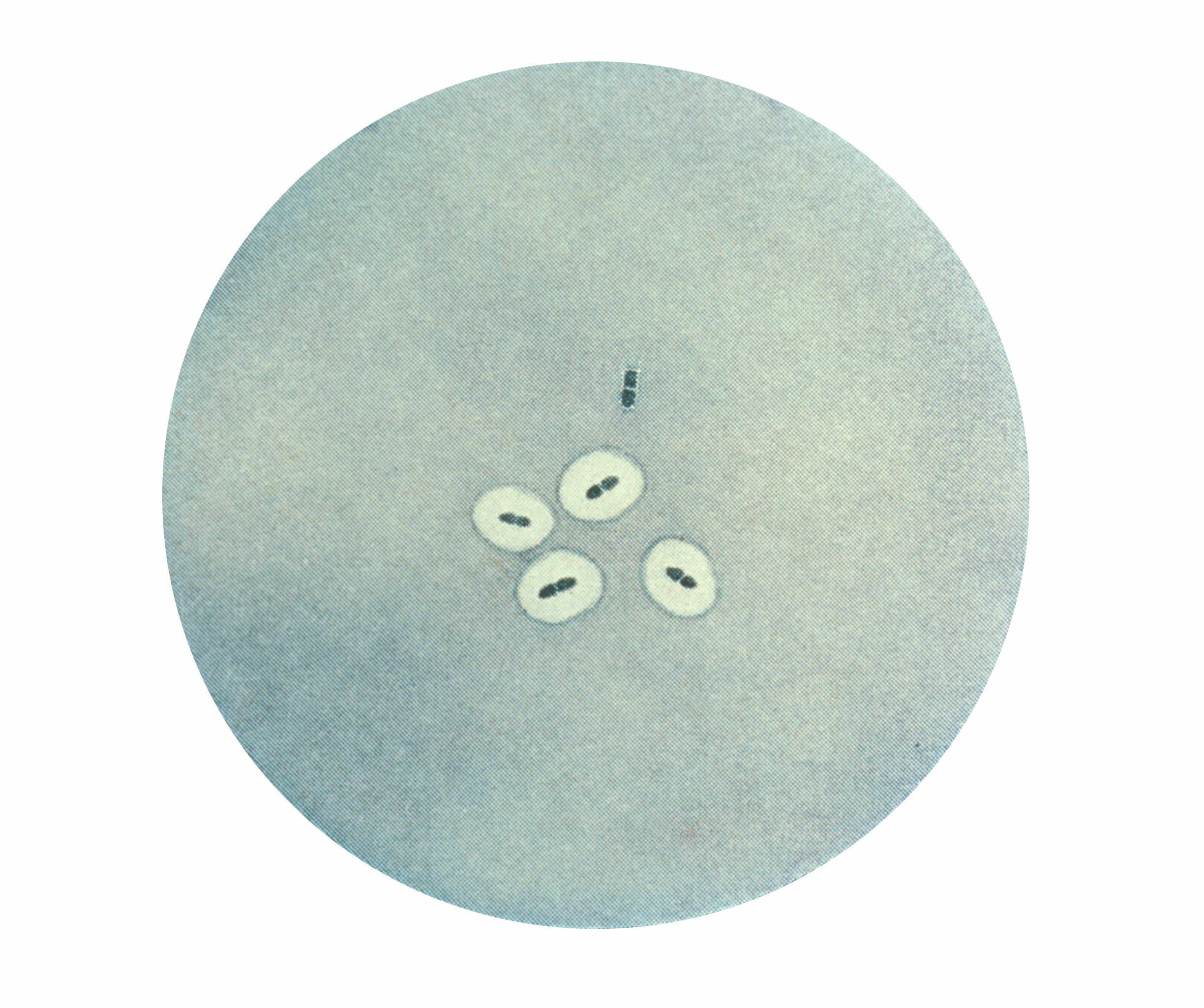
Клетки Streptococcus pneumoniae с капсулами, визуализированными при помощи Quellung-реакции. Обратите внимание, что две бактерии в верхней части фотографии не имеют капсулы

Ка́псула бакте́рий — поверхностная структура бактериальных клеток, залегающая поверх клеточной стенки или внешней мембраны и состоящая из экзополисахаридов. Капсулы имеются у некоторых архей, например, у представителей родов Methanosarcina и Staphylothermus. Структурной основой капсулы служат линейные или разветвлённые полигликаны и полипептиды, состоящие из одинаковых или разных мономеров. Фибриллы капсульных полимеров довольно гибки, ориентируются под прямым углом к поверхности клетки и сильно гидратированы, так что до 99 % капсулы составляет вода, из-за чего капсулы сложно визуализировать с помощью электронной микроскопии. Поверхность колоний бактерий, имеющих капсулу, выглядит гладкой, влажной и блестящей. Функции капсулы различаются у непатогенных и патогенных бактерий.

## Химический состав
Капсульные полисахариды классифицируют в зависимости от природы кислотного компонента, значения электрического заряда, наличия липидной части на редуцирующем конце полисахаридов, влияния температуры на биосинтез и совместной экспрессии с липополисахаридом. Выделяют две основные группы капсульных полисахаридов.
К первой группе относят полисахариды массой менее 50 кДа, состоящие из остатков гексуроновых кислот. На редуцирующих концах имеются липидные фрагменты. Такие полисахариды не играют роли в патогенезе и обеспечивают выживание бактериальных клеток вне организма-хозяина.
Полисахариды второй группы более крупные и тяжёлые, помимо остатков гексуроновых кислот содержат сиаловую кислоту. К редуцирующим концам прикреплена фосфатидная кислота. Эти полисахариды имеют важное значение для патогенеза.
У некоторых бактерий состав капсулы своеобразен. Так, у возбудителя сибирской язвы Bacillus anthracis капсула состоит из поли-D-глутамата и является важным факторов вирулентности. Гены, необходимые для её синтеза, расположены на плазмиде. Капсула B. anthracis имеет значительный отрицательный заряд и потому препятствует фагоцитозу бактериальных клеток макрофагами. Если эндоспора прорастает в присутствии углекислого газа, то капсула формируется вокруг клетки сразу же при её выходе из споры. У Neisseria meningitidis капсула состоит из конденсированного неорганического фосфата и, вероятно, препятствует фагоцитозу клетки макрофагами из-за значительного отрицательного заряда.

## У непатогенных бактерий
У непатогенных бактерий капсула чаще всего служит защитой от высыхания в засушливых местообитаниях или водоёмах с повышенной солёностью. Благодаря капсуле цианобактерии рода Nostoc могут расти в пустынях в виде корочек, которые увлажняются только утренней росой. Образование капсул у непатогенных бактерий запускается в стрессовых условиях, таких как фосфорное голодание. Иногда в условиях обильного увлажнения обводнённые полимеры капсулы теряют связь с клеточной оболочкой и уходят во внешнюю среду, где начинают хаотически плавать, образуя так называемую «внешнюю слизь». Наиболее часто капсульные полимеры уходят во внешнюю среду при гиперпродукции.

## У патогенных бактерий
У бактерий, вызывающих заболевания животных и человека, капсула является важным фактором вирулентности, так как она защищает бактериальную клетку от действия иммунной системы. В частности, покрытые капсулой бактерии могут уклоняться от фагоцитирования за счёт гидрофильности, упругости и электрического заряда поверхности. Из-за капсулы до бактерии не могут добраться белки системы комплемента и бактерицидные белки, такие как дефензины. Более того, сама капсула комплемент не активирует. Капсула предохраняет бактерию от взаимодействия с антителами, а у грамотрицательных бактерий маскирует липополисахарид (О-антиген). Сама по себе капсула слабоиммуногенна и плохо поддаётся опсонизации, однако вакцины, содержащие компоненты капсулы, эффективны и запускают образование специфических антител. Иногда капсула мимикрирует под молекулярные структуры организма хозяина. Например, капсульный антиген К1 кишечной палочки (Escherichia coli) содержит сиаловую кислоту, за счёт чего становится похож на гликокаликс хозяйских клеток.
Капсула имеются и у ряда фитопатогенных бактерий, однако у них она не выполняет особой роли. В некоторых случаях она обеспечивает выживание бактерий во внешней среде. Капсула может способствовать распространению бактерии по тканям растения, защищает бактерию при размножении в межклетниках и предохраняет от действия иммунной системы растения.

## У симбиотических бактерий
У ряда симбиотических бактерий тоже имеется капсула, причём у них роль капсулы очень специфична и связана с внутриклеточной передачей сигнала. Так, у клубеньковых бактерий, обитающих в корнях бобовых растений, капсула участвует в прикреплении бактериальной клетки к корневому волоску и запускает в клетке корня сигнальные пути, благодаря которым бактерия проникает в ткани растения.

## Окрашивание
Когда капсульные полимеры имеют кислотные свойства (например, за счёт карбоксильных групп), они хорошо поддаются окрашиванию катионными красителями, которые образуют молекулярные сшивки, например, рутений красный и альциан синий. Также капсулы можно окрашивать при помощи диаминов, лектинов и специфических антикапсульных антител. Например, Quellung-реакция, с помощью которой можно визуализировать капсулу Streptococcus pneumoniae, Klebsiella pneumoniae, Neisseria meningitidis, Bacillus anthracis и Haemophilus influenzae, основана на использовании антител к капсуле, под действием которых капсулы разбухают и становятся хорошо различимы.
В зависимости от особенностей окрашивания капсулы подразделяют на микрокапсулы и макрокапсулы. Макрокапсулы выявляются при окрашивании тушью как светлая зона между непрозрачной средой и клеточной стенкой, которую можно видеть в световой микроскоп. Микрокапсулы очень тонкие и при окрашивании тушью не видны, однако их можно выявить с помощью серологических методов.